# Pro Golf Tour 2013
Schema van de Pro Golf Tour van 2013
De EPD Tour heet nu de Pro Golf Tour. Deze heeft een eigen Order of Merit. De vijf spelers die aan het einde van het seizoen aan de top stonden, promoveerden naar de Europese Challenge Tour.
Het prijzengeld van de toernooien is € 30.000, waarvan de winnaar € 5.000 krijgt.

## Spelers uit België en Nederland
- Christopher Mivis behaalde al twee overwinningen, het Open Mogador in februari en het Open Lixus in april;
- Robin Kind won het Open Al Maaden;
- Richard Kind won het Open Madaef.

## Toernooien
Op de agenda van 2013 staan zes nieuwe toernooien:
- In maart: de Red Sea Egyptian Classic en het Red Sea Ain Sokhna Open. Beide worden op de Sokhna Golf Club gespeeld.
- In mei: de GreenEagle Classic in Winsen in Sleeswijk-Holstein en het Adamstal Open in Oostenrijk.
- In juni: het Glashofen-Neusaß Open in Walldürn-Neusaß
- In juli: het Polish Open in Paslek

| Van   | Tot   | Toernooi                        | Baan                                     | Winnaar            | Score | Score |
| ----- | ----- | ------------------------------- | ---------------------------------------- | ------------------ | ----- | ----- |
| 22-01 | 24-01 | Sirene Classic                  | Antalya Golf Club, Belek                 | Phillip Mejow      | 195   | -21   |
| 27-01 | 29-01 | Sueno Dunes Classic             | Sueno Dunes, Belek                       | David Law          | 199   | -8    |
| 31-01 | 02-02 | Sueno Pines Classic             | Sueno Pines, Belek                       | Ken Benz           | 198   | -9    |
| 20-02 | 22-02 | Open Mogador                    | Golf de Mogador, Essaouira               | Christopher Mivis  | 207   | -9    |
| 26-02 | 29-02 | Open Amelkis                    | Amelkis Golf Club, Marrakesh             | Bernd Ritthammer   | 196   | -20   |
| 03-03 | 05-03 | Open Al Maaden                  | Almaaden Golf Resorts, Marrakesh         | Robin Kind po      | 204   | -12   |
| 19-03 | 21-03 | Red Sea Egyptian Classic        | Sokhna Golf Club, Egypte                 | Tiago Cruz         | 204   | -12   |
| 26-03 | 28-03 | Red Sea Ain Sokhna Open         | Sokhna Golf Club, Egypte                 | Antoine Schwartz   | 201   | -15   |
| 09-04 | 11-04 | Open Madaef                     | EL Jadida Royal Golf & Spa, El Jadida    | Richard Kind       | 209   | -7    |
| 15-04 | 17-04 | Open Dar Es Salam               | Royal Golf Dar Es Salam, Rabat           | Damian Ulrich      | 211   | -8    |
| 21-04 | 23-04 | Open Lixus                      | Port Lixus Marina & Golf Resort, Larache | Christopher Mivis  | 206   | -10   |
| 07-05 | 09-05 | GreenEagle Classic              | Golfanlage GreenEagle, Duitsland         | Florian Fritsch    | 216   | -3    |
| 22-05 | 24-05 | Haugschlag NÖ Open              | Golfresort Haugschlag, Oostenrijk        | Bernd Ritthammer   | 207   | -9    |
| 27-05 | 29-05 | Adamstal Open                   | Golfclub Adamstal, Oostenrijk            | Leonhard Astl      | 203   | -7    |
| 05-06 | 07-06 | Land Fleesensee Classic         | Golf & Country Club Fleesensee           | Florian Fritsch    | 119   | -17   |
| 24-06 | 26-06 | Glashofen-Neusaß Open           | Golfclubs Glashofen-Neusass              | Leonhard Astl      | 211   | -5    |
| 12-07 | 14-07 | Praforst Classic                | Golfclub Hofgut Praforst                 | Kenny Le Sager     | 202   | -14   |
| 22-07 | 24-07 | Polish Open                     | Sand Valley Golf & Country Club, Paslek  | Florian Fritsch po | 207   | -9    |
| 05-08 | 07-08 | Castanea Resort Open            | Golfresort Adendorf, Adendorf            | Anton Kirstein     | 197   | -19   |
| 12-08 | 13-08 | Augsburg Classic                | Golfclub Augsburg                        | Dennis Küpper      | 206   | -10   |
| 01-09 | 03-09 | Preis des Hardenberg GolfResort | Golf Club Hardenberg                     | Florian Fritsch    | 211   | -5    |
| 27-09 | 29-09 | Polish Masters                  | Toya Golf & Country Club, Breslau        |                    |       |       |

## Play-off
po Robin Kind won van Bernd Ritthammer